# Million Yen Women
Million Yen Women (100万円の女たち?, 100 manen no onna-tachi) è una serie televisiva giapponese del 2017, coprodotta da Netflix e TV Tokyo e distribuita internazionalmente da Netflix in edizione sottotitolata, tratta dall'omonimo manga 100 manen no onna-tachi (100万円の女たち?) scritto e disegnato da Shunjū Aono e pubblicato su Big Comic Spirits tra il 2015 e il 2016.